# ASPLinux
ASPLinux este o distribuție de Linux bazată pe RPM. Este compatibilă cu Fedora. Suportă limba rusă și este folosit în statele din Comunitatea Statelor Independente.